# Torneo Acropolis 2006
Il Torneo Acropolis 2006 è un torneo di pallacanestro che si è svolto dal 31 luglio al 2 agosto 2006.

Gli incontri si sono svolti nell'impianto "Olympiahalle" di Atene.

## Squadre partecipanti
1. Croazia
2. Francia
3. Grecia
4. Italia

## Risultati
| Atene 31 luglio | Grecia | 79 – 54 | Croazia | Olympiahalle |

| Atene 31 luglio | Italia | 59 – 66 | Francia | Olympiahalle |

| Atene 1 agosto | Grecia | 70 – 63 | Italia | Olympiahalle |

| Atene 1 agosto | Francia | 79 – 69 | Croazia | Olympiahalle |

| Atene 2 agosto | Grecia | 70 – 56 | Francia | Olympiahalle |

| Atene 2 agosto | Italia | 69 – 73 | Croazia | Olympiahalle |

## Classifica Finale
| Pos. | Team    | Punti | Pf - Ps   |
| ---- | ------- | ----- | --------- |
| 1.   | Grecia  | 6     | 219 - 163 |
| 2.   | Francia | 4     | 198 - 198 |
| 3.   | Croazia | 2     | 196 - 224 |
| 4.   | Italia  | 0     | 191 - 209 |

## MVP
| Titolo | Giocatore            |
| ------ | -------------------- |
| MVP    | Dīmītrīs Diamantidīs |